# Västersjön, Jönköpings kommun
Västersjön är ett fritidshusområden vid sjön med samma namn. Vid sjöns norra strand finns en kommunal badplats och vid den västra stranden finns en hundbadplats.
2015 avgränsade SCB här en småort. Sedan 2018 räknas området som en del av tätorten Hulukvarn, Ulfstorp och Västersjön.